# 見澤俊明
見澤 俊明（みさわ としあき、1930年4月30日 - 2008年12月29日）は、日本の法学者。専門は労働法。東ドイツを中心とする社会主義圏の労働法を研究した。札幌学院大学名誉教授。

## 経歴
北海道夕張郡栗山町出身。北海道大学法経学部卒業後、北海道札幌星園高等学校教諭となる。1956年に北海道大学大学院法学研究科修士課程修了。
北海道札幌星園高等学校教諭、北海道札幌石山高等学校教諭を歴任し、1968年に札幌短期大学講師に就任。1969年、同短期大学助教授、1971年に教授となる。
1973年、京都大学法学部に国内留学し、片岡曻の元で研究した。1977年の札幌商科大学教授を経て、1980年にドイツ・ベルリン大学に留学。
1983年に札幌学院大学法学部教授に就任し、1988年、同法学部長となる。その後、1990年に北海道人事委員会委員、1991年に札幌学院大学学長を歴任。
1996年、札幌学院大学大学院法学研究科教授となった後、1999年に札幌学院大学を定年退職。同大学名誉教授となる。北海道人事委員会委員も退任。
2008年、脳梗塞のため死去。

## 著書
- 『ドイツ民主共和国労働法の研究』（法律文化社、1978年）
- 札幌商科大学民事法研究会編『基本判例 現代社会と法』（中央書房、1978年）

など